# Anton Skrbensky-Hrzystie
Anton Skrbensky-Hrzystie, též Anton Skrbenski-Hrzystie, česky Antonín Skrbenský z Hříště (21. srpna či 22. srpna 1860 Jihlava – 23. srpna nebo 5. září 1914 Ilcza), byl rakouský šlechtic z rodu Skrbenských z Hříště a politik německé národnosti z Dolních Rakous, na přelomu 19. a 20. století poslanec Říšské rady. Padl v první světové válce.

## Biografie
Pocházel z rodu Skrbenských z Hříště. Působil jako statkář v Paasdorfu. Byl c. k. komořím.
Byl politicky činný. Zasedal jako poslanec Dolnorakouského zemského sněmu. Zvolen sem byl v roce 1896 coby kandidát Strany ústavověrného velkostatku za kurii velkostatkářskou. Mandát zde obhájil v roce 1902 a poslancem zemského sněmu byl do roku 1908. V letech 1902–1909 byl náhradníkem zemského výboru.
Byl i poslancem Říšské rady (celostátního parlamentu Předlitavska), kam usedl ve volbách roku 1897 za kurii velkostatkářskou v Dolních Rakousích. Mandát zde obhájil i ve volbách roku 1901. Ve volebním období 1897–1901 se uvádí jako svobodný pán Anton von Skrbensky-Hrzystie, c. k. komoří, záložní nadporučík a statkář, bytem Paasdorf, pošta Mistelbach.
Ve volbách roku 1897 i ve volbách roku 1901 kandidoval do Říšské rady jako Ústavověrný velkostatkář.
V roce 1914 narukoval coby záložní poručík na frontu a padl u obce Ilcza v tehdejším ruském Polsku v srpnu 1914. Podle jiných zdrojů padl v září 1914.